# П'ять доларів США (банкнота)
П'ять доларів США — найменування державної банкноти США. Починаючи з 1923 і до останньої версії 2006 року на лицьовій стороні банкноти присутній портрет 16 президента США Авраама Лінкольна, а на звороті — меморіал Лінкольна. Усі банкноти, що використовуються в цей час, випущені Федеральною резервною системою.

## Галерея

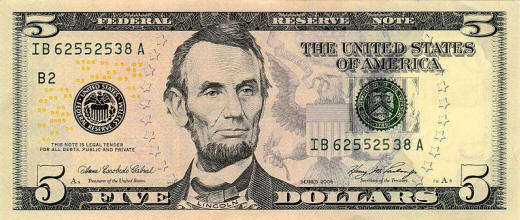
Лицьовий бік 5 доларової банкноти 2006 року
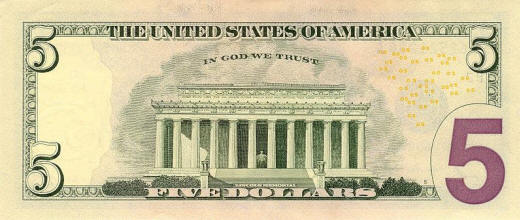
Зворотний бік 5 доларової банкноти 2006 року
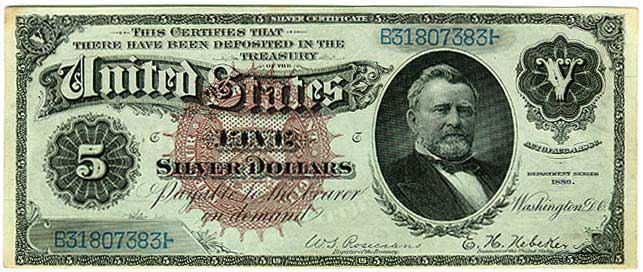
Лицьовий бік 5 доларової банкноти 1886 року
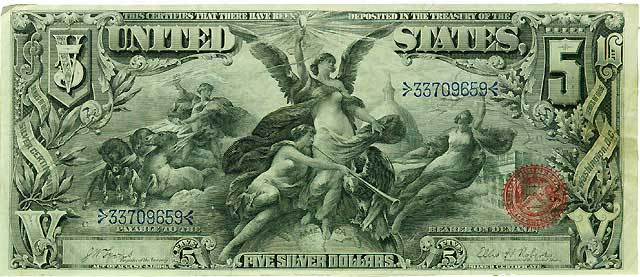
Лицьовий бік 5 доларової банкноти 1896 року